# Palmer (Massachusetts)
Palmer è un comune degli Stati Uniti d'America facente parte della contea di Hampden nello stato del Massachusetts.